# Arabela
Arabela är en tjeckisk och västtysk TV-serie på 13 avsnitt som ursprungligen visades 1980-1981. För regin svarade Václav Vorlíček. Han skrev även manuset tillsammans med Milos Macourek.

## Handling
Skådespelaren Karel Majer som är känd för att läsa sagor för barn i TV hittar en dag en liten klocka som när han ringer i den framkallar en figur som kallar sig Rumburak. Han visar vara trollkarl och kunna uppfylla önskningar och föra Majer till sagornas värld. Men detta skapar oreda och kungen i sagovärlden bestämmer sig för att skicka sina två döttrar Arabela och Xénie till den riktiga världen för att övervaka Majer. Arabela blir snabbt förälskad i Majers son Petr, medan Xénie förförs av den verkliga världens bekvämligheter. Men Rumburak är förälskad i Arabela och gör allt för att vinna henne. Bland annat tar han hjälp av häxan från Hans och Greta.

## Rollista, urval
- Jana Nagyová – prinsessan Arabela
- Vladimír Menšík – Karel Majer
- Stella Zázvorková – fru Majerová
- Jiří Lábus – Rumburak
- Jiří Sovák – Vigo
- Vlastimil Brodský – kungen
- Jana Brejchová – drottningen
- Vladimír Dlouhý – Petr Majer
- Dagmar Patrasová – prinsessan Xénie
- František Filipovský – Stunk
- Jiří Kodet – Novák
- Iva Janzurová – fröken Mullerová
- Otto Šimánek – den långe
- Oldřich Vízner – prins Willibald